# Nuthe (Elbe)

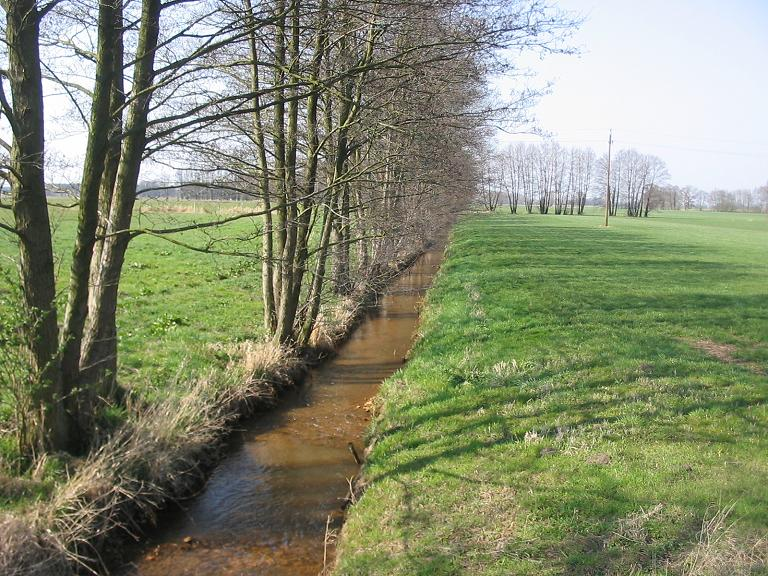
Mittlerer Quellarm im Dorf Mühro, Ortsteil von Zerbst

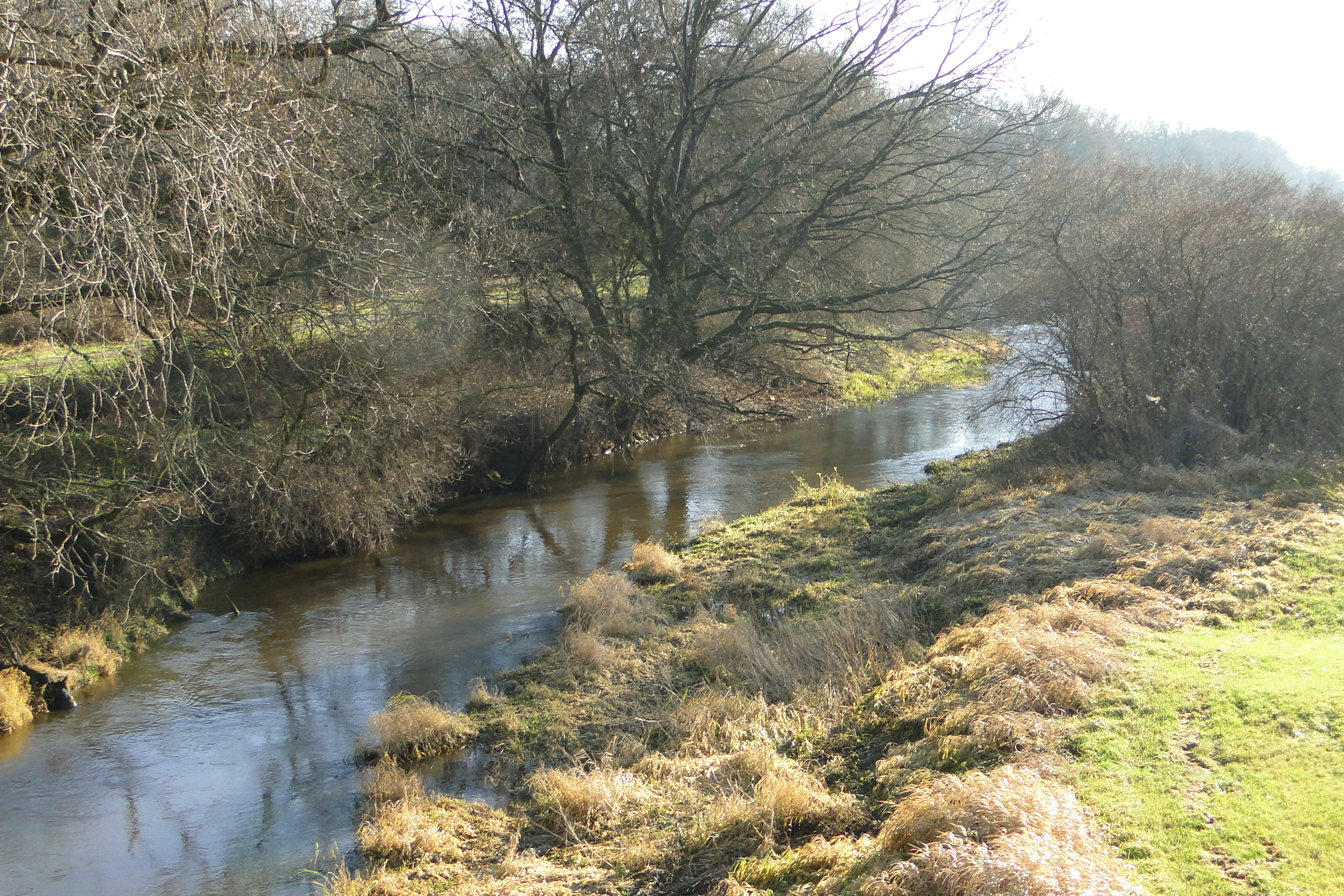
Nuthe kurz vor ihrer Mündung an der Elbebrücke bei Barby

Die Nuthe ist ein rechter Nebenfluss der Elbe im Landkreis Anhalt-Bitterfeld im Osten Sachsen-Anhalts.

## Beschreibung
Der Oberlauf der Nuthe besteht aus drei Quellbächen (auch „Nuthearme“ genannt), die im südwestlichen Fläming (zwischen Wiesenburg/Mark und Zerbst/Anhalt) entspringen, und zwar aus
- der nördlichen Nuthe – ihre Quelle befindet sich zwischen Nedlitz und Reuden (Hagendorfer Nuthe, im Unterlauf Lindauer Nuthe),
- der mittleren Nuthe, die bei Grimme entspringt (Grimmer Nuthe) und
- der südlichen Nuthe deren Quelle zwischen Jeber-Bergfrieden und Stackelitz liegt (Boner Nuthe).

Gemäß Gewässerkennzahl ist die Lindauer Nuthe als der Ursprung der Nuthe und die anderen beiden als Zuflüsse anzusehen.
Der nördliche Nuthe-Quellfluss fließt bis zur Kleinstadt Lindau in südwestlicher Richtung, biegt am Sporn der Burg Lindau nach Süden ab und vereinigt sich bei Zernitz mit der aus Richtung Osten kommenden mittleren Nuthe. Nach weiteren fünf Kilometern Lauf in südlicher Richtung stößt die südliche Nuthe in der Stadt Zerbst/Anhalt dazu. Vereint strömt die Nuthe in westlicher Richtung zur Mündung in die Elbe (Gemarkung Gödnitz) gegenüber der Stadt Barby.
Der Fluss hat eine Länge von 39 km – den nördlichen oder südlichen Quellfluss eingerechnet (34 km Länge mit mittlerem Quellfluss). Dem Tal der nördlichen Nuthe folgt teilweise die Bahnlinie von Bad Belzig über Güterglück nach Calbe (Saale), dem Tal der südlichen Nuthe die Bundesstraße 187a von Zerbst über Hundeluft nach Coswig (Anhalt).
Von der Quelle bis zur Mündung legt der Fluss 50 Höhenmeter zurück (von ca. 100 auf 50 m ü. NN).
Der Fluss ist Namensgeber für die Gemeinde Nutha und die ehemalige Verwaltungsgemeinschaft Elbe-Ehle-Nuthe im Landkreis Anhalt-Bitterfeld.
Seit 2009 werden jedes Jahr junge Lachse in der Nuthe bei Zerbst ausgesetzt.

## Zuflüsse
Die Liste umfasst alle direkten Zuflüsse der Nuthe. Erfasst wurden alle Gewässer, die namentlich in den amtlichen topographischen Karten des Landes Sachsen-Anhalt 1:10.000 (TK 10) aufgeführt werden. Die Fließgewässer werden jeweils flussabwärts aufgeführt. Die orografische Richtungsangabe bezieht sich auf das direkt übergeordnete Gewässer.
Hagendorfer Nuthe / Lindauer Nuthe
- Förstereigraben (rechts)
- Neuer Graben (rechts)
- Kleine Hagendorfer Nuthe (rechts)
- Deetzer Hauptgraben (rechts)
- Quaster Hauptgraben (rechts)
- Lietzoer Nuthe (rechts)
  - Hobecker Feldgraben (rechts)
- Cassinteichgraben (rechts)
- Grimmer Nuthe (links)
  - Mührobach (links)
    - Mühroer Grenzgraben (rechts)
- Flutgraben (rechts)
  - Siebgraben (rechts)
- Schützenhausnuthe (links)
  - Kalter Graben (rechts)
- Boner Nuthe (links)
  - Neuer Graben (rechts)
  - Neuer Graben Garnitz (rechts)
  - Kohlhofgraben (rechts)
  - Landwehr Pulsforde (rechts)
  - Hakengraben (links)
    - Teichgraben/Mühlsdorfer Bach (rechts)

  - Aalgraben/Stadtnuthe (rechts)
    - Biergraben (links)

Nuthe / Hauptnuthe / Nuthe
- Flutgraben (rechts)
- Werder Nuthe (links)
- Landwehrgraben (rechts)
- Rennegraben (links)
- Güterglücker Hauptgraben (rechts)
- Kämeritzer Hauptgraben (links)
- Spülpfanne (rechts)

## Städte und Gemeinden an der Nuthe
| - Gödnitz – Walternienburg – Hohenlepte – Nutha – Zerbst/Anhalt | am nördlichen Quellfluss - Zernitz – Lindau – Deetz – Nedlitz am mittleren Quellfluss - Straguth – Dobritz – Polenzko – Grimme am südlichen Quellfluss - Bornum – Coswig (Anhalt) (Ortsteile Ragösen und Jeber-Bergfrieden) |